# San Diego Metropolitan Transit System
Pour les articles homonymes, voir MTS.

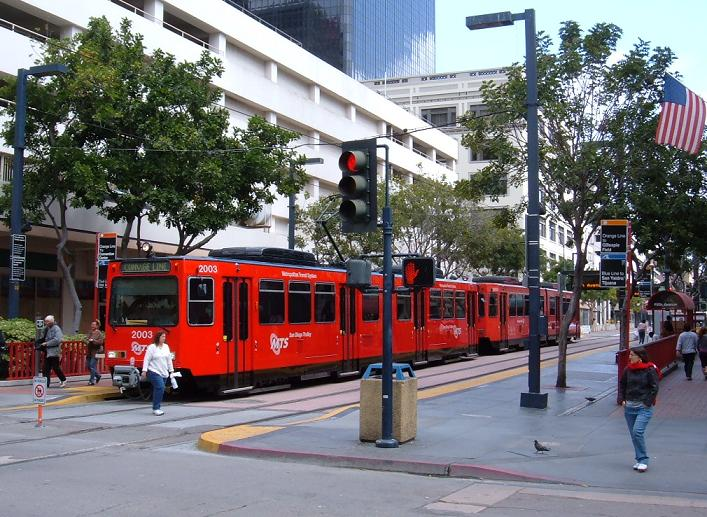
Le San Diego Trolley.

Le San Diego Metropolitan Transit System (MTS) est le fournisseur de transport en commun pour le centre, le sud, le nord-est et du sud du comté de San Diego, en Californie, aux États-Unis. Il exploite les filiales qui gèrent le San Diego Trolley (tramway) et San Diego Transit (bus).
MTS est l'un des plus anciens systèmes de transport en Californie du Sud puisqu'il remonte aux années 1880, bien que son nom ait changé au fil des ans.